# Limburg (Belgija)
Limburg (francoska izgovorjava: [lɛ̃buʁ] (); nemško in nizozemsko: Limburg; valonsko Limbôr) ali Limbourg-sur-Vesdre  je mesto in občina v Valoniji, ki se nahaja v provinci Liège v Belgiji.
1. januarja 2008 je Limbourg štel 5.680 prebivalcev. Skupna površina je 24,63 km2, kar pomeni gostoto prebivalstva 231 prebivalcev na km2.
Občina je sestavljena iz naslednjih okrožij: Bilstain, Goé in Limburg.
Spodnji del mesta, ob reki Vesdre, se imenuje Dolhain.

## Etimologija in zgodovina
Spodnja Lorena 1000–1065

 Vojvodina Limburg 1065–1795

   Burgundska Nizozemska 1430–1482

   Habsburška Nizozemska 1482–1556

   Španska Nizozemska 1556–1714

   Avstrijska Nizozemska 1714–1794

 Francoska republika 1795–1804

 Francosko cesarstvo 1804–1815

 Kraljevina Nizozemska 1815–1830

 Kraljevina Belgija 1830–do danes

Drugi del imena Limburg izvira iz besede burg, ki pomeni utrjeno mesto, kar je običajno v mnogih delih Evrope, kjer se govorijo ali so se v zgodovini govorili germanski jeziki (glej etimologijo germanskega imena krajev). Glede prvega dela imena obstajajo različne teorije. Ena je, da beseda lint, pomeni "zmaja". Druga je, da se nanaša nazaj na limes iz rimskega obdobja, ki se nahaja na mejah imperija. Morda je bil povezan tudi z materialom lim ali apno. Jean-Louis Kupper je predlagal, da je utrdbo poimenoval njen ustanovitelj Friderik po opatiji Limburg v Nemčiji, ki je bila v njegovem življenju pomembna povezava z njegovimi cesarskimi pokrovitelji in opatijo Stavelot, za katero se je zavzemal.
Limburg se nahaja na vrhu hriba, ki ga obdaja reka Vesdre. To je bila močna vojaška prednost v srednjem veku in je mestu omogočilo obrambo pred tujimi napadalci. V srednjem veku je vladarska družina dobila naziv vojvode in tako je bilo mesto sedež vojvodine Limburg, ki je bila del regije Spodnja Lorena Svetega rimskega cesarstva.

Mesto je bilo udeleženo v vojni za špansko nasledstvo, leta 1703 pa so ga zavzele britanske in nizozemske republikanske sile, ki jih je vodil vojvoda Marlboroughski.
- Limburg, in reka Vesdre
- Kapela svete Ane
- Limburg okoli leta 1600